# Birkeland Station
Birkeland Station (Birkeland stoppested) var en jernbanestation på Lillesand–Flaksvandbanen, der lå ved byområdet Birkeland i Birkenes kommune i Norge.
Stationen åbnede som holdeplads, da banen blev taget i brug 4. juni 1896. Banen var primært beregnet til transport af tømmer, men der var også en beskeden trafik med andet gods og med passagerer. Persontrafikken overgik efterhånden til busser fra 1928, og fra 1942 kørte godstogene kun efter behov. Banen blev nedlagt 1. juli 1953.
Stationsbygningen blev opført til åbningen i 1896 og rummede billetsalg og ventesal. Stationen lå ikke ved selve banen men derimod ved et 330 meter langt sidespor. Ved banen var der i stedet et venteskur. På stationsområdet var der et pakhus ("Tunnelen"), et lager ("Foreningsbua"), et forsænket læssespor og et sidespor mod nord til savværkerne. Fra 1897 til 1934 var Torjus Hansen stationsmester. Stationsbygningen og de øvrige bygninger er nu revet ned, og i stedet ligger der et motel på stedet.